# Graphium angolanus
Graphium angolanus is een vlinder uit de familie van de pages (Papilionidae). De wetenschappelijke naam van de soort is voor het eerst geldig gepubliceerd in 1779 door Johann August Ephraim Goeze. De soort is lang bekend geweest onder de naam Papilio pylades, die door Johann Christian Fabricius in 1793 was gepubliceerd, maar een later synoniem is voor deze naam, en bovendien een later homoniem van Papilio pylades Stoll, 1782.